# ФК Моста
ФК Моста (на малтийски Mosta Football Club) е малтийски футболен клуб, базиран в град Моста. Основан през 1935 година. Отборът играе в Малтийската Премиер лига .

## Успехи
- Малтийска Премиер лига:
  - 4-то място (1): 2013/14

- Купа на Малта:
  - 1/4 финал (3): 2011/12, 2014/15, 2018/19

- Първа лига: (Б група)
  -  Шампион (1): 1986/87

- Втора дивизия: (В група)
  -  Шампион (2): 1984/85, 1992

/93
- Трета дивизия: (Г група)
  -  Шампион (2): 1964/65

## Предишни имена
| Години      | Име          |
| ----------- | ------------ |
| 1935 – 1975 | Мост Атлетик |
| от 1975     | ФК Моста     |

## Български футболисти
- Ангел Терзийски: 2002/03
- Даниел Митев: 2012/13  (29 мача - 12 гола)